# Benedito Domingos Vito Coscia
Benedito Domingos Vito Coscia OFM (* 10. August 1922 in Brooklyn, New York; † 30. April 2008 in Goiânia, Goiás, Brasilien) war ein US-amerikanischer Ordensgeistlicher und römisch-katholischer Bischof von Jataí in Brasilien.

## Leben
Benedito Domingos Vito Coscia studierte nach seinem Highschool-Abschluss am St. Francis College in Brooklyn von 1943 bis 1945 Philosophie am St. Bonaventure College in Olean, New York, und von 1945 bis 1949 Theologie am Holy Name College in Washington, D.C. Parallel absolvierte er von 1945 bis 1948 ein Masterstudium in Lateinamerikanischer Geschichte.
Er trat 1943 der Ordensgemeinschaft der Franziskaner bei und empfing am 11. Juni 1949 das Sakrament der Priesterweihe in Washington, D.C. Von 1950 bis 1957 war er als Vikar im brasilianischen Anápolis tätig, anschließend als Priester und Regens am dortigen Priesterseminar. Von 1957 bis 1961 war er Lehrer in Pires do Rio.
am 8. Juni 1961 ernannte ihn Papst Johannes XXIII. zum Bischof von Jataí. Die Bischofsweihe spendete ihm der Bischof von Brooklyn, Bryan Joseph McEntegart, am 21. September desselben Jahres in Brooklyn; Mitkonsekratoren waren Tomás Roberto Manning, Bischof von Coroico, und Eustace John Smith, Apostolischer Vikar von Beirut. Sein bischöflicher Wahlspruch war „Pax et Bonum“.
Coscia war zuständig für die religiöse Erziehung der Kinder und Jugendlichen in der Região Central-Oeste (Region Mittlerer Westen) Brasiliens in Goiás, Mato Grosso, Mato Grosso do Sul, Distrito Federal Brasília. Des Weiteren gehörte er der Kommission an, die einen neuen Standort für die brasilianische Bischofskonferenz CNBB errichtete. Er nahm an allen vier Sitzungsperioden des Zweiten Vatikanischen Konzils als Konzilsvater teil.
1999 wurde seinem Rücktrittsgesuch durch Johannes Paul II. stattgegeben. Bis 2000 war er noch als Apostolischer Administrator in Jataí eingesetzt.
Coscia wurde mit einem Legum Doctor (LL.D.) (Doktor der Rechte) des St. Francis College, Brooklyn, sowie der St. Bonaventure University in Olean, New York, geehrt. 
Er wurde in der während seiner Amtszeit erbauten Kathedrale von Jataí beigesetzt.